# Diabo (Burkina Faso)
Pour les articles homonymes, voir Diabo.
Cet article concerne le village chef-lieu. Pour le département et la commune rurale, voir Diabo (département).
Diabo est un village du département et la commune rurale de Diabo, dont il est le chef-lieu, situé dans la province du Gourma et la région de l’Est au Burkina Faso.

## Géographie

### Situation et environnement
Diabo est située à 40 km à l’Ouest de Fada N’Gourma, le chef-lieu de la province et de la région.
Du fait de l'expansion du territoire de son agglomération, les villages de Guilguin et Nintenga sont devenus des faubourgs de Diabo.

### Démographie
- En 2006, le village comptait 2 006 habitants recensés[1].

## Économie
Du fait de sa localisation sur la RN4, un axe de communication majeur du pays, Matiacoali bénéficie des échanges commerciaux au niveau de la province.

## Transports
Le village est traversé par la route nationale 4.

## Santé et éducation
Diabo accueille un centre de santé et de promotion sociale (CSPS).